# العلاقات اللاوسية النيكاراغوية
العلاقات اللاوسية النيكاراغوية هي العلاقات الثنائية التي تجمع بين لاوس ونيكاراغوا.

## مقارنة بين البلدين
هذه مقارنة عامة ومرجعية للدولتين:
| وجه المقارنة                                              | لاوس        | نيكاراغوا        |
| --------------------------------------------------------- | ----------- | ---------------- |
| المساحة (كم2)                                             | 236.80 ألف  | 130.38 ألف       |
| عدد السكان (نسمة)                                         | 6.86 مليون  | 6.22 مليون       |
| الكثافة السكانية (ن./كم²)                                 | 28.97       | 47.71            |
| العاصمة                                                   | فيينتيان    | ماناغوا          |
| اللغة الرسمية                                             | اللغة اللاو | اللغة الإسبانية  |
| العملة                                                    | كيب لاوي    | كوردبا نيكاراغوا |
| الناتج المحلي الإجمالي (بليون دولار)                      | 16.85 مليار | 13.81 مليار      |
| الناتج المحلي الإجمالي (تعادل القوة الشرائية) بليون دولار | 38.71 مليار | 31.63 مليار      |
| الناتج المحلي الإجمالي الاسمي للفرد دولار أمريكي          | 1.82 ألف    | 2.09 ألف         |
| الناتج المحلي الإجمالي للفرد دولار أمريكي                 |             | 4.92 ألف         |
| مؤشر التنمية البشرية                                      | 0.575       | 0.631            |
| رمز المكالمات الدولي                                      | +856        | +505             |
| رمز الإنترنت                                              | .la         | .ni              |
| المنطقة الزمنية                                           | ت ع م+07:00 | 00               |

## منظمات دولية مشتركة
يشترك البلدان في عضوية مجموعة من المنظمات الدولية، منها:
| علم المنظمة | اسم المنظمة                        | تاريخ انضمام لاوس | تاريخ انضمام نيكاراغوا |
| ----------- | ---------------------------------- | ----------------- | ---------------------- |
|             | منظمة حظر الأسلحة الكيميائية       | ?                 | ?                      |
|             | البنك الدولي للإنشاء والتعمير      | 5 يوليو 1961      | 14 مارس 1946           |
|             | الأمم المتحدة                      | 14 ديسمبر 1955    | 24 أكتوبر 1945         |
|             | منظمة الشرطة الجنائية الدولية      | ?                 | ?                      |
|             | وكالة ضمان الاستثمار متعدد الأطراف | 5 أبريل 2000      | 12 يونيو 1992          |
|             | يونسكو                             | 9 يوليو 1951      | 22 فبراير 1952         |
|             | مؤسسة التنمية الدولية              | 28 أكتوبر 1963    | 30 ديسمبر 1960         |
|             | مؤسسة التمويل الدولية              | 29 يناير 1992     | 20 يوليو 1956          |

## وصلات خارجية
- موقع وزارة الخارجية النيكاراغوية